# Georg Böttger (Fotograf)

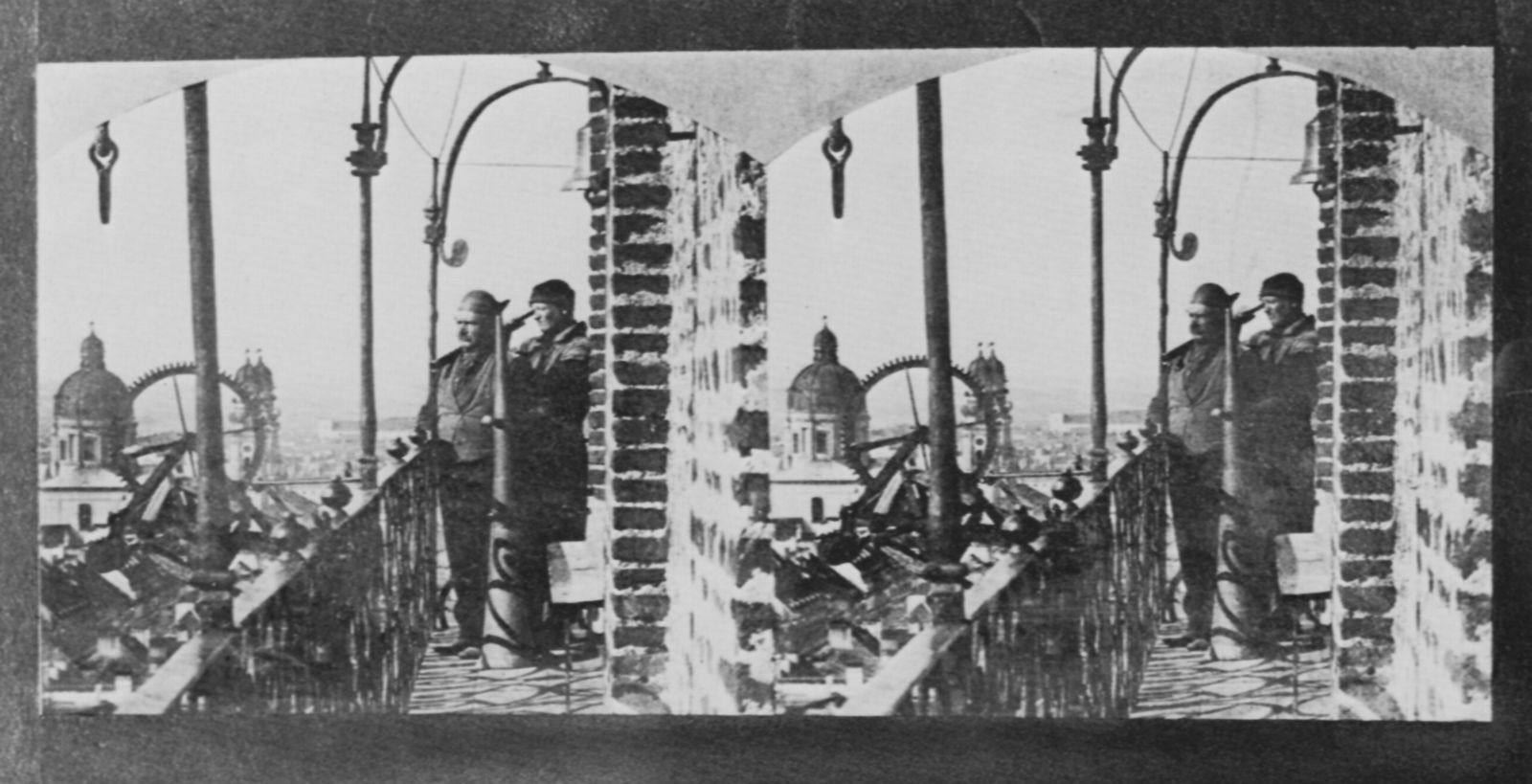
Feuerwächter auf dem Petersturm, Stereofotographie von Georg Böttger, um 1865

Georg Böttger (* 1821; † 1901 in München) war ein bayerischer Lithograf, Kupferstecher und Fotograf.

## Leben
Als Georg Böttger 1852 nach München kam, wo er den Rest seines Lebens verbrachte, hatte er nicht nur eine Lehre absolviert, sondern hatte bereits eine gewisse Berufserfahrung. Er arbeitete zunächst als Lithograf und Kupferstecher, doch parallel dazu lernte er fotografieren und diese Tätigkeit machte schon bald den Hauptteil seiner Tätigkeit aus. Er gilt als einer der Pioniere der angewandten Fotografie in München. Nach ersten Versuchen in der Kalotypie spezialisierte er sich auf Architekturansichten im nassen Kollodiumverfahren der unter Ludwig I. errichteten Baudenkmäler in München. Sein  Fotoatelier gehörte zu den führenden in der Stadt. Mit der Zeit wurde er Hoffotograf.

## Werk

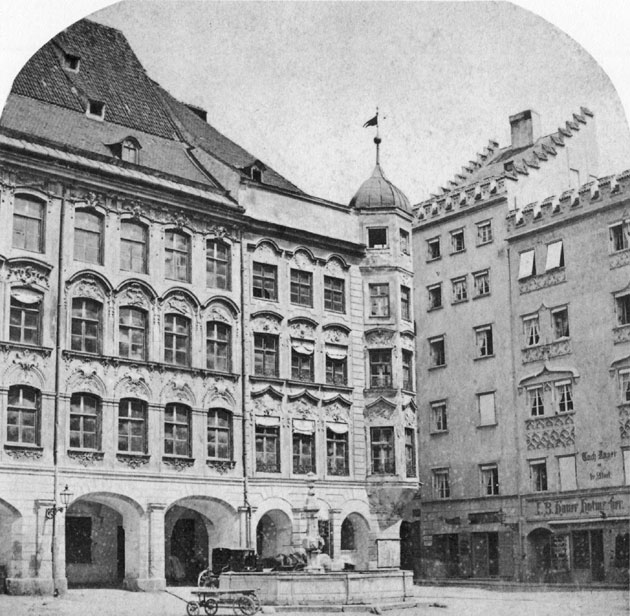
Marienplatz Ecke Dienserstraße, um 1860

Von Georg Böttger sind einige Fotografien Münchner Architektur vom Anfang der zweiten Hälfte des 19. Jahrhunderts erhalten, darunter mehrere Stereofotografien.
Anlässlich des 700-jährigen Stadtjubiläums fertigte er 1858 vom Turm der Peterskirche aus eine Serie von elf Fotografien an, die er zu einem 35 × 448 cm großen 360°-Panorama zusammenfügte.
Viele Fotos Georg Böttgers sind durch die Fotosammlung von Karl Valentin überliefert.